# Ло, Джон (социолог)
Джон Ло (англ. John Law, род. 16 мая 1946 года) — профессор факультета социальных наук в Британском Открытом университете. Основоположник акторно-сетевой теории (ANT), совместно с Мишелем Каллоном и Бруно Латуром. Акторно-сетевая теория — подход, применяемый для описания и объяснения социальных, организационных, научно-технических процессов и событий. Этот подход предполагает, что все компоненты таких структур (будь то люди, артефакты, животные и др.) образуют сеть отношений, которые могут быть описаны в одних и тех же терминах.
Акторно-сетевая теория может быть охарактеризована как «материально-семиотический» подход. Он стремится нанести на одну и ту же карту такие отношения, которые являются и «материальными» (между вещами) и «семиотическими» (между понятиями). Например, взаимодействия в банке включают в себя как людей, так и их идеи, и компьютеры и т. д., образующие единую сеть.
Профессор Джон Ло является одним из директоров Центра исследований социокультурных изменений, финансируемого Советом по экономическим и социальным исследованиям.

#### На русском языке

##### Монографии
- Ло Дж. После метода: беспорядок и социальная наука / пер. с англ. С. Гавриленко, А. Писарева, П. Хановой. — М.: Фонд "Институт экономической политики им. Е.Т. Гайдара", 2015. — 352 с. — ISBN 978-5-93255-406-7.

##### Статьи
- Ло Дж. Оптика опроса // Социология власти : журнал  / пер. с англ. А. Корбута. — 2012. — № 4-5 (1). — С. 218-243. — ISSN 2074-0492.
- Мол А., Ло Дж. Воплощенное действие, осуществленные тела: пример гипогликемии // Философско-литературный журнал «Логос» : журнал  / пер. с англ. С. Нарановича, Л. Флорентьевой. — 2017. — Т. 27, № 2. — С. 233-262. — ISSN 0869-5377.
- Ло Дж. Технология и гетерогенная инженерия: случай португальской экспансии // Философско-литературный журнал «Логос» : журнал  / пер. с англ. А. Корбута. — 2018. — Т. 28, № 5 (126). — С. 169-202. — ISSN 0869-5377.

## Соавторы
- Бруно Латур
- Мишель Каллон
- Эннмари Мол
- Marianne Lien
- Vicky Singleton
- Andrew Smith
- Catherine Wild